# Zhi Cong
Zhì Cōng (chinesisch 智聰/知聰 / 智聪/知聪, jap. 智聡/知聡, Chisō) war ein chinesischer Mönch, der im 6. Jahrhundert nach Japan übersiedelte und durch die mitgeführten medizinischen Werke den direkten Austausch mit China einleitete.
Zum familiären Hintergrund und den Lebensdaten ist nichts bekannt. Den 814/15 auf Anordnung des Saga Tennō kompilierten „Neubearbeitete Aufzeichnungen zu Erbtiteln und Sippen“ (Shinsen Shōjiroku) zufolge kam er auf Veranlassung des Kinmei Tennō im Jahre 562 von China nach Japan und brachte insgesamt 164 Werke zum Buddhismus, Konfuzianismus, zu Heilmitteln wie auch Bildmaterialien zur Akupunktur und Moxibustion (chinesisch 明堂圖 / 明堂图, Pinyin míngtángtú, jap. 明堂図, Myōdōzu / Meidōzu) ins Land.
Auch sein Sohn Zenna (善那) war als Arzt tätig.